# شكل الجسم الأنثوي
شكل الجسم الأنثوي أو الجسم الأنثوي هو الناتج التراكمي للهيكل العظمي الأنثوي وكمية العضلات والدهون وتوزيعها على الجسم.
هناك مجموعة واسعة من الأشكال الطبيعية لجسم الإناث. عادةً ما تكون الأجسام النسائية أرفع عند الخصر من الصدر والأرداف. ويسمى الصدر، والخصر، والوركين نقط انعطاف، وتستخدم نسب محيطاتهم لتحديد أشكال الجسم الأساسية.
تعكس مجموعة واسعة من المعتقدات الفردية حول ما هو الأفضل للصحة البدنية وما هو مفضل من الناحية الجمالية، وكذلك الاختلافات على المكانة الاجتماعية والغرض من المرأة في المجتمع، لا يوجد شكل جسم أنثوي معترف به عالمياً. ومع ذلك، فقد تطورت المثل الثقافية واستمرت في التأثير على كيفية ارتباط المرأة بجسدها، وكذلك كيف يمكن للآخرين في مجتمعها فهمها ومعاملتها.

## علم وظائف الأعضاء

### تأثير هرمون الاستروجين
هرمون الاستروجين (وهو من الهرمونات الجنسية الأنثوية الأساسية) له تأثير كبير على شكل جسم الأنثى. يفرز هذا الهرمون في كل من الذكور والإناث ، ولكن مستوياته تكون أعلى بشكل ملحوظ عند النساء ، خاصة في سن الإنجاب. إلى جانب الوظائف الأخرى ، يعزز هرمون الاستروجين تطور الخصائص الجنسية الثانوية للإناث ، مثل نمو الثديين والوركين. وبسبب هذا الهرمون  تنمو اثداء الفتيات ويتوسع الوركين خلال فترة البلوغ. بينما يؤدي وجود هرمون التستوستيرون لدى المرأة البالغة إلى منع الأثداء من النمو ويزيد من نمو شعر الوجه والعضلات. 
كما ترتفع مستويات هرمون الأستروجين بشكل ملحوظ أثناء الحمل. عادةً ما تحدث عدد من التغييرات الأخرى أثناء الحمل ، بما في ذلك تضخم الثديين وزيادة ثباتهما ، ويرجع ذلك أساسًا إلى تضخم الغدة الثديية استجابةً لهرمون البرولاكتين. قد يزداد حجم الحلمتين بشكل ملحوظ. وقد تستمر هذه التغييرات أثناء الرضاعة الطبيعية. يعود الثدي بشكل عام إلى حجمه السابق تقريبًا بعد الحمل ، على الرغم من أنه قد يصبح هناك زيادة في الترهل.  

### توزيع الدهون
يؤثر هرمون الاستروجين أيضًا على شكل جسم الأنثى بطرق أخرى ، بما في ذلك زيادة كمية الدهون ، وتسريع عملية التمثيل الغذائي ، وتقليل كتلة العضلات ، وزيادة تكوين العظام.
يتسبب هرمون الإستروجين في جعل جسد الأنثى يقوم بتخزين الدهون بمستويات أعلى مقارنة بجسد الذكر.  كما يؤثر على توزيع الدهون في الجسم وإلى تخزين الدهون في الأرداف والفخذين والوركين عند النساء ، لكن بشكل عام ليس حول الخصر ، والذي يظل بنفس الحجم كما كان قبل سن البلوغ. تنظم الهرمونات التي تنتجها الغدة الدرقية معدل الأيض ، وتتحكم في سرعة استخدام الجسم للطاقة ، وتتحكم في مدى حساسية الجسم للهرمونات الأخرى. قد يتغير توزيع الدهون في الجسم من وقت لآخر ، اعتمادًا على العادات الغذائية ومستويات النشاط ومستويات الهرمونات.
عندما تصل النساء إلى سن اليأس وينخفض هرمون الاستروجين الناتج عن المبايض ، ينتقل تخزين الدهون من الأرداف والوركين والفخذين إلى الخصر ؛ ويتم في وقت لاحق تخزين الدهون في البطن. 

### العضلات
يعتبر التستوستيرون هو هرمون ستيرويدي وهو يساعد على بناء العضلات والحفاظ عليها من خلال النشاط البدني ، مثل ممارسة الرياضة. تختلف كمية هرمون التستوستيرون المنتجة من فرد لآخر ، ولكن في المتوسط ، تنتج الأنثى البالغة حوالي عُشر هرمون التستوستيرون الذي ينتجه الذكر البالغ ، ولكن الإناث أكثر حساسية لهذا الهرمون. 
من ناحية أخرى ، يقلل هرمون الاستروجين من كتلة العضلات. تتغير كتلة العضلات بمرور الوقت نتيجة للتغيرات في مستويات هرمون التستوستيرون والإستروجين وممارسة الرياضة ، إلى جانب عوامل أخرى.

### تغير شكل الجسم
تأثير التقدم في العمر على شكل جسم الإنسان هي عملية لا مفر منها. تؤثر مستويات الهرمون الجنسي للمرأة على توزيع الدهون في جسدها. وفقًا للدكتور ديفيندرا سينغ ، «يتحدد شكل الجسم من خلال طبيعة توزيع الدهون في أماكن  الجسم المختلفة ، والتي بدورها ترتبط بشكل كبير بالهرمونات الجنسية للمرأة ، بناءا على طبيعة الأماكن التي يتم فيها تخزين الدهون قد يؤدي ذلك إلى زيادة خطر الإصابة بالأمراض ، والقدرة على الإنجاب.» 
قبل البلوغ ، تكون نسبة محيط الخصر إلى الورك متشابهة  لكل من الذكور والإناث .عند سن البلوغ ، تعمل الهرمونات الجنسية لدى الفتاة ، وخاصة هرمون الاستروجين ، على زيادة نمو الأثداء ويميل الحوض إلى الأمام من أجل تهيئة الرحم  الإنجاب ، تؤدي مستويات هرمون الاستروجين لدى المرأة إلى تخزين الدهون الزائدة في الأرداف والوركين والفخذين منذ سن البلوغ وحتى سن انقطاع الطمث ولكن ليس حول الخصر ، والذي يبقى بنفس قياس المحيط تقريبًا كما كان قبل سن البلوغ. تؤدي هذه العوامل إلى انخفاض نسبة محيط الخصر إلى الورك (WHR) مقارنة بالذكور ، على الرغم من أن الذكور في الغالب تكون نسبة محيط الخصر إلى الورك أكبر مقارنة بالفتيات (WHR) مما يمنحهم شكل V بسبب كتلة عضلاتهم الكبيرة . على سبيل المثال. لدى الذكور بشكل عام أكتاف أعرض بكثير من أكتاف الفتيات ، وفيها عضلات أكثر وأوسع ، وعضلات صدرية ، وعضلات مدورة كبيرة وعضلات ظهرية عريضة.
أثناء الحمل وبعده ، تعاني المرأة من تغيرات في شكل الجسم. بعد انقطاع الطمث ، ومع انخفاض إنتاج المبيضين للإستروجين ، يتم أعادة توزيع أماكن تخزين الدهون من الأرداف والوركين والفخذين إلى الخصر أو البطن.